# Everlasting Love (Sandra-Album)
Everlasting Love ist das zweite Best-Of-Kompilationsalbum der deutsch-französischen Popsängerin Sandra. Es wurde über Virgin im Dezember 1988 veröffentlicht.

## Produktion und Hintergrund
Everlasting Love ist eine spezielle Zusammenstellung für den angloamerikanischen Markt und wurde nur in den USA und in Großbritannien veröffentlicht. Die Version von Everlasting Love, die es enthält, wurde für PWL neu abgemischt, um dem Geschmack des englischen und amerikanischen Publikums zu entsprechen, und unterscheidet sich sehr von der ursprünglichen Single-Veröffentlichung von 1987. Produzenten des Albums waren Michael Cretu, Armand Volker und Pete Hammond.

## Rezeption
AllMusic vergab 4,5 von 5 Sternen an das Album. Radio Luxemburg zeichnete den Titelsong des Albums mit dem bronzenen Löwen aus.

## Titelliste
| #  | Titel                           | Autor(en) | Produzent(en) | Länge |
| -- | ------------------------------- | --- | ------------- | ----- |
| 1  | Everlasting Love (PWL Remix)    | James „Buzz“ Cason, McGavock „Mac“ Gayden                                                                        | Michael Cretu | 3:57  |
| 2  | (I’ll Never Be) Maria Magdalena | Michael Cretu, Hubert Kemmler, Richard W. Palmer-James, Markus Löhr                                              | Michael Cretu | 3:57  |
| 3  | Secret Land                     | Michael Cretu, Hubert Kemmler, Klaus Hirschburger, Mats Björklund, Michael Hoenig, Susanne Müller-Pi, Uwe Gronau | Michael Cretu | 4:41  |
| 4  | Heaven Can Wait                 | Michael Cretu, Hubert Kemmler, Markus Löhr, Klaus Hirschburger                                                   | Michael Cretu | 4:02  |
| 5  | Hi! Hi! Hi!                     | Michael Cretu, Hubert Kemmler, Klaus Hirschburger                                                                | Michael Cretu | 4:09  |
| 6  | We’ll Be Together               | Hubert Kemmler, Markus Löhr, Klaus Hirschburger, Sandra Cretu                                                    | Michael Cretu | 4:08  |
| 7  | In the Heat of the Night        | Michael Cretu, Hubert Kemmler, Markus Löhr, Klaus Hirschburger,                                                  | Michael Cretu | 5:18  |
| 8  | Around My Heart                 | Hubert Kemmler, Markus Löhr, Klaus Hirschburger, Sör Otto’s, Frank Peterson                                      | Michael Cretu | 3:17  |
| 9  | Little Girl                     | Michael Cretu, Hubert Kemmler, Markus Löhr, Klaus Hirschburger                                                   | Michael Cretu | 3:10  |
| 10 | Loreen                          | Michael Cretu, Klaus Hirschburger, Frank Peter                                                                   | Michael Cretu | 4:11  |